# دكان الدنيا (مسلسل)
دكان الدنيا هو مسلسل سوري من تأليف ممدوح عدوان، وإخراج صلاح أبو هنود تم إنتاجه عام 1988ميلادي.

## الفكرة
قصة المسلسل تدور حول طموحة، تتمتع بقوة الإرادة والنظرة الصائبة للأمور والنجاح في عقد الصفقات وتحقيق الأرباح الكبيرة منها، يحاول زوجها الذي لم يرزق منها بطفل إخراجها من دوامة عملها، ويقنعها بقضاء إجازة صيفية في قريته، وهناك تتفجر فيها مشاعر وعواطف الأمومة والتعلق الشديد بالأرض، فتصمم على انتزاع طفل من أمه مهما كانت الطريقة إلى ذلك فهل تنجح في مسعاها هذا؟.

## الممثلون
- منى واصف.
- محمد العبادي.
- جيانا عيد.
- أسعد فضة.
- رشيد عساف.
- وفاء موصللي.
- عدنان بركات.
- أحمد عداس.
- خالد تاجا.
- سلوم حداد.
- أحمد رافع.
- إيلي غريبه.
- فوزي بشارة.
- ظفيرة قطان.
- سلمان أبو عمار.
- سعيد عبد السلام.
- نبيل نعمه.
- وفاء عبد الله.
- مروان السباعي.
- سناء محمد.
- رياض خوري.
- مروان عثمان.
- عدنان دعبول.
- رشاد كوكش.
- فاضل وفائي.
- منار لبابيدي.